# Мухин, Александр Александрович
Алекса́ндр Алекса́ндрович Му́хин (род. 28 июля 1998, Балкашино, Акмолинская область) — казахстанский биатлонист. Серебряный и бронзовый призёр зимней Универсиады 2023.

## Биография
Отец Александр Николаевич Мухин — мастер спорта СССР по биатлону, заслуженный тренер Казахстана по лыжным гонкам, тренер в школе высшего спортивного мастерства Акмолинской области. Мать Сауле Тулкубаевна Мухина − заслуженный тренер Казахстана по лыжным гонкам, тренер по биатлону в районной ДЮСШ. Старший брат Ринат − мастер спорта Республики Казахстан по лыжным гонкам, чемпион зимних Азиатских игр 2017 в Саппоро и серебряный призёр зимней Универсиады 2017 в Алма-Ате.
До 2018 года занимался лыжными гонками, затем перешёл в биатлон. Принял участие на зимних Олимпийских играх 2022 в Пекине, 8 февраля занял 52-е место в индивидуальной гонке на 20 км, 12 февраля — 49-е место в спринте на 10 км, 13 февраля финишировал предпоследним (57-е место) в гонке преследования.

## Результаты выступлений
| Год  | Соревнование                                  | Место проведения     | Масс-старт | Индивидуальная гонка | Спринт | Гонка преследования | Эстафета | Смешанная эстафета |
| ---- | --------------------------------------------- | -------------------- | ---------- | -------------------- | ------ | ------------------- | -------- | ------------------ |
| 2019 | Чемпионат мира по биатлону среди юниоров 2019 | Осрблье              | -          | 85                   | 71     | —                   | 15       | —                  |
| 2020 | Чемпионат мира по биатлону среди юниоров 2020 | Ленцерхайде          | -          | 24                   | 20     | 30                  | 19       | —                  |
| 2020 | Чемпионат мира по биатлону 2020               | Антхольц-Антерсельва | -          | 83                   | 91     | —                   | 25       | 22                 |
| 2021 | Чемпионат мира по биатлону 2021               | Поклюка              | -          | 69                   | 81     | —                   | 24       | 27                 |
| 2022 | Зимние Олимпийские игры 2022                  | Пекин                | -          | 52                   | 49     | 57                  | —        | —                  |
| 2023 | Зимняя Универсиада 2023                       | Лейк-Плэсид          | 2          | 6                    | 3      | 6                   | —        | 4                  |